# Кармайкл, Фил
Филип Патрик Кармайкл (англ. Philip Patrick Carmichael) — австралийский регбист, чемпион летних Олимпийских игр 1908 года.

## Биография
Уроженец Сандгейта (пригород Брисбена), учился в колледже святого Иосифа в Грегори-Террас. Выступал на позиции центра и фулбэка, всю свою регбийную карьеру провёл в Квинсленде, играя за разные клубы и сборную штата. Играл на позициях центра, фулбэка и даже винга (вингом он был в одном из матчей Квинсленда против сборной Великобритании). Его старшие братья Джо и Винс также играли за австралийские регбийные команды: Джо выступал на позиции центра, Винс — на позиции фулбэка.
За сборную Австралии Кармайкл сыграл 4 матча, дебютировав 23 июля 1904 года в игре в Брисбене против Великобритании. В 1905 году в составе австралийской сборной совершил турне по Новой Зеландии, сыграв три из семи матчей (первый, второй и заключительный) против объединённой команды регионов Веллингтон, Уайрарапа и Хороунэуа (поражение 7:23, выступал на позиции центра), команд Мальборо-Нельсон, Буллер и Уэст-Кост (поражение 3:12, фулбэк) и против Окленда (победа 10:8, фулбэк). 20 июля 1907 года Кармайкл провёл в составе австралийской сборной матч против новозеландцев в Сиднее, которые организовали турне по Австралии. Австралийцы проиграли 6:26, а Кармайкл забил штрафной гол и гол с отметки (goal from a mark). Чуть позже он сыграл за Квинсленд против новозеландцев, в котором квинслендцы проиграли 11:17, а Фил успешно провёл реализацию и забил штрафной. Во втором тест-матче в Брисбене он не участвовал, за что тренеров австралийской команды, сиднейца Джеймса Макмахона и брисбенца Поли Эванса раскритиковала пресса. В 1908 году Кармайкл сыграл два матча за команду Квинсленда и один матч за Брисбен против англо-валлийской сборной
Кармайкл участвовал в турне австралийской сборной по Великобритании в 1908—1909 годах (капитаном команды был Падди Моран. Один из матчей турне состоялся 26 октября 1908 года в рамках Олимпийских игр в Лондоне: формально в этом матче Кармайкл числился представителем Австралазии (объединённая команда Австралии и Новой Зеландии), хотя в турнире по регби фактически играла именно сборная Австралии. Сборную Великобритании фактически представлял клуб «Корнуолл»: от выступлений за команду британцев отказались шотландцы и ирландцы, также отклонила предложение об участии в Олимпиаде сборная Франции. В итоге золотые медали выиграла Австралия со счётом 32:3, а Кармайкл набрал 11 очков. Ещё два тест-матча Кармайкл сыграл против Уэльса 12 декабря 1908 года в Кардиффе (поражение 6:9, исторический первый тест-матч австралийцев в Великобритании) и против Англии 9 января 1909 года в Блэкхите (победа 9:3). В тест-матче против Уэльса Кармайкл после занесённой в первом тайме Томасом Ричардсом попытки пробивал реализацию: из-за сильного ветра мяч, летя через перекладину, полетел вообще в другую сторону, и судья не засчитал реализацию, несмотря на протесты австралийцев.
В самом турне он сыграл 34 встречи, отметившись почти в каждой результативными действиями, забивая голы со штрафных и проводя реализации. По оценке Макса Хоукинса, Кармайкл набрал 122 очка во встречах в турне, опередив почти в два раза ближайшего преследователя, хотя австралийцам назначали в три раза меньше штрафных, чем их противникам. По итогам 31 матча он забил всего пять штрафных, единственные забитые австралийцами штрафные в этом турне; провёл не менее 52 успешных реализаций при 104 занесённых австралийцами попытках в матчах. Также он участвовал в серии матчей в Северной Америке, отметившись даже занесённой попыткой в одном из матчей, но предпочитая пробивать реализации и штрафные.
Брисбенский клуб «Бразерс» включил Кармайкла в команду столетия благодаря его выдающейся игре. В дальнейшем Фил неоднократно отклонял предложения переключиться на регбилиг. В 1950-е и 1960-е годы он неоднократно посещал регбийные матчи в Брисбене. Всего он провёл 35 нетестовых матчей и 4 тест-матча за Австралию, а также 28 матчей за команду Квинсленда (5 раз выводил её как капитан).

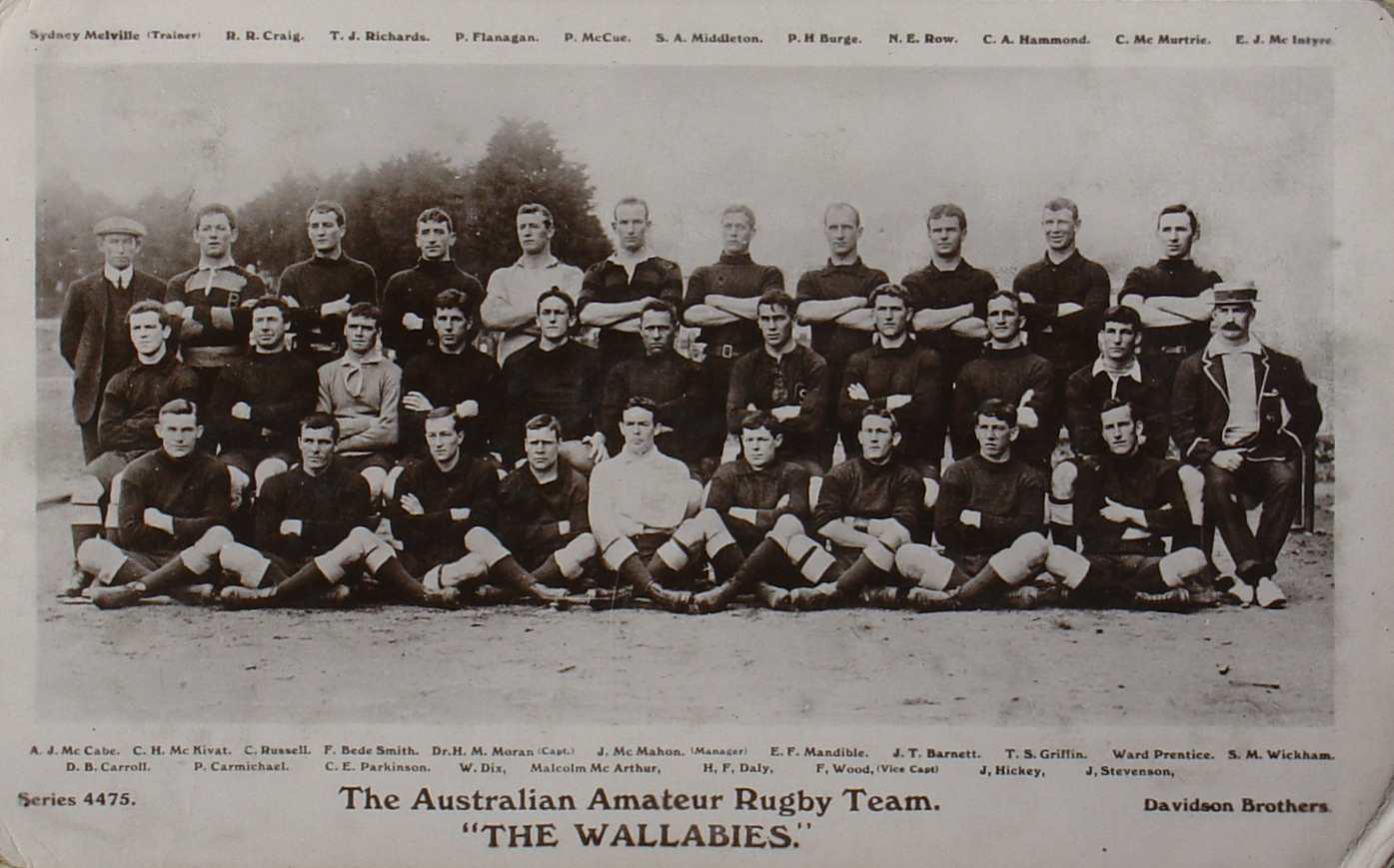
Сборная Австралии в турне 1908—1909 годов: Кармайкл в переднем ряду, второй слева

## Стиль игры
Питер Шарпэм в книге «Первые Уоллабис» (англ. The First Wallabies) писал, что Кармайкл был умным и изобретательным фулбэком. В матчах турне по Великобритании, проходивших в холодную погоду он носил вязаную шапочку, за что его постоянно критиковали и зрители, и британская пресса. Его сильной стороной как игрока была игрока ногами: он пробивал реализации с разных углов и отлично бил штрафные, подходя каждый раз серьёзно к вопросу реализации. В одном из матчей Чарльз Расселл занёс попытку, положив мяч в зачётную зону почти у лицевой линии поля, вследствие чего Кармайклу пришлось бить с очень острого угла: позже он попросил Расселла заносить попытки ближе к центру, потому что с острого угла бить было очень и очень сложно.